# Río Uruguay
Pour les articles homonymes, voir Uruguay (homonymie).
Le fleuve Uruguay (ou río Uruguay en espagnol ou rio Uruguai en portugais) est un fleuve d'Amérique du Sud.

## Origine du nom
Le nom de ce fleuve trouve son origine dans l'interprétation qu'ont fait les colons espagnols du nom employé par les habitants originels pour désigner le fleuve. Le nom original, Urugua'ý, en guarani, signifie « rivière des oiseaux peints ».

## Géographie

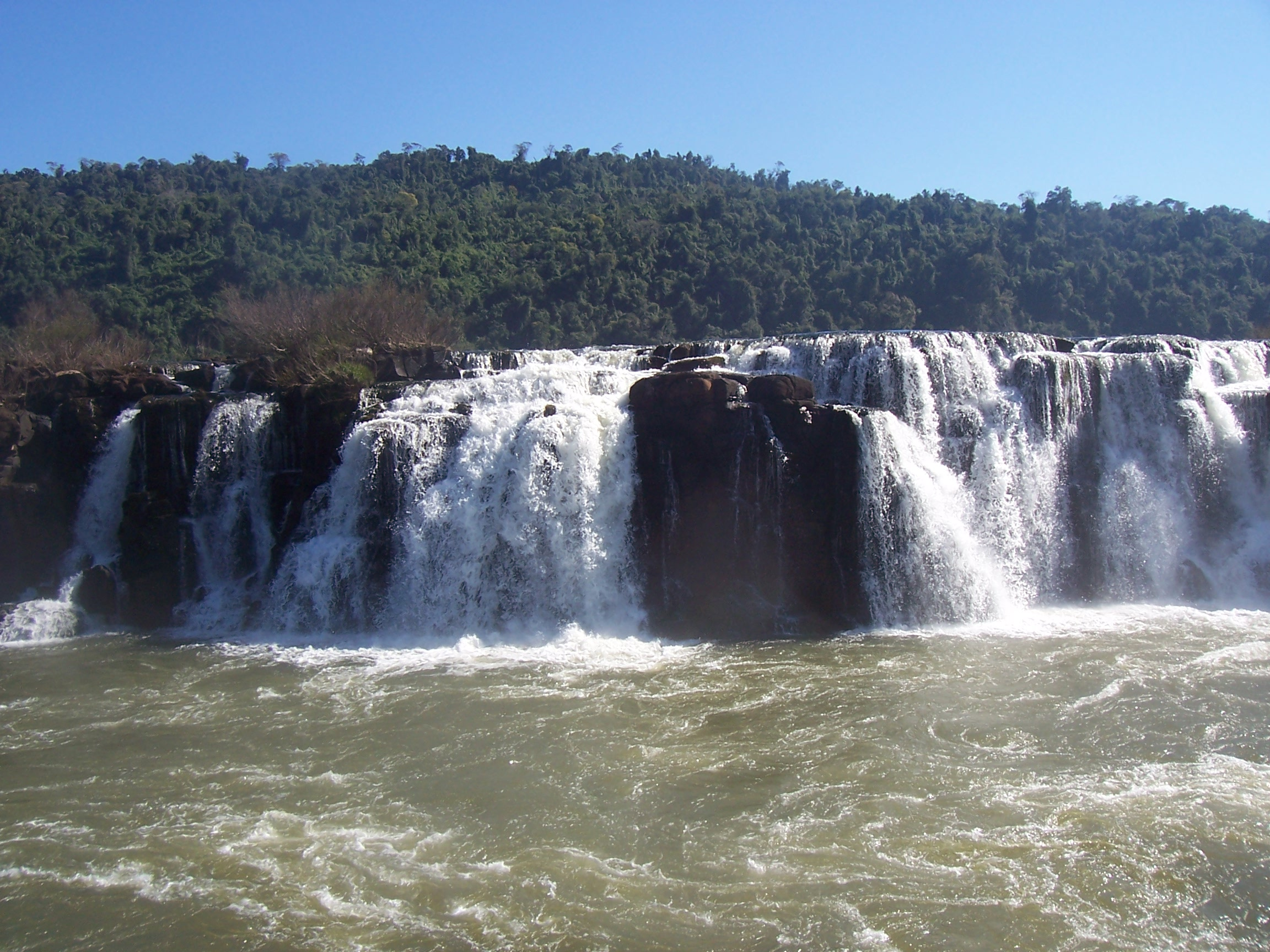
Les chutes de Moconá (connues aussi sous le nom des chutes Yucumã), où le fleuve passe entre l'Argentine et le Brésil, sont larges de 3 km.

Le río Uruguay prend sa source dans la serra do Mar dans le sud du plateau brésilien, se formant avec la confluence des ríos Pelotas et Canoas à une altitude de 2 050 mètres. 
Son cours supérieur s'écoule au travers du plateau de la serra Geral à 1 800 m d'altitude au Brésil. Il coule du nord vers le sud sur 1 838 km et se jette avec le rio Paraná dans l'estuaire nommé río de la Plata. Son bassin s'étend sur 370 000 km2. Sa dénivellation totale est de 24 cm/km.
La première partie de son cours est rapide et peu navigable. Mais à partir du site de  confluence avec le rio Quaraí, qui sert en même temps de frontière naturelle entre le Brésil et l'Uruguay, son cours est jalonné de nombreuses îles et des bas-fonds rocheux, dont les importants affleurements de basalte qui déterminent les saltos Grande y Chico (littéralement les petites et grandes cataractes).
À partir du grand barrage de Salto Grande, commence le cours inférieur du fleuve où, au-delà du port de Salto, la navigation fluviale est interrompue. Le río Uruguay s'élargit progressivement jusqu'à son embouchure sur le río de la Plata et il s'écoule plus lentement à partir des villes de Paysandú et de Fray Bentos où un port en eau profonde y est établi tout comme à Nueva Palmira. C'est dans son cours inférieur que le fleuve charrie d'importants dépôts alluviaux qui forment sur ses deux rives des plages naturelles de sables blancs et de limons et au milieu de son cours tout un chapelet de petites îles sableuses. 
Il sert sur une partie de son cours de frontière entre l'Argentine et le Brésil et de frontière entre l'Argentine et l'Uruguay.

## Principaux affluents

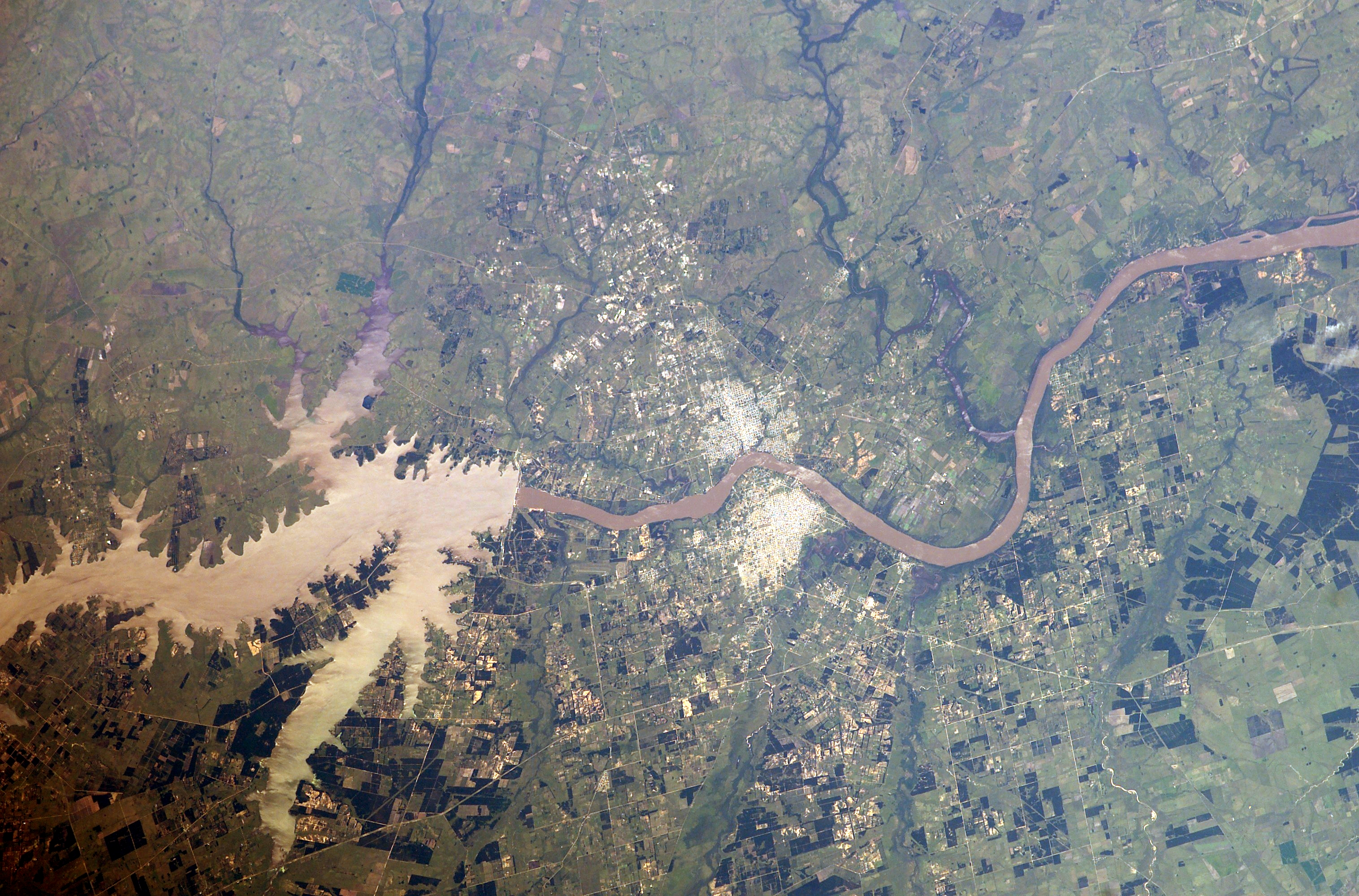
Photo satellite du fleuve au niveau de la ville de Salto

* En territoire brésilien : le Canoas et le Pelotas (dont la confluence donne naissance à l'Uruguay), le Peixe, le Chapecó, le Pepirí Guazú, le Varzen, le Cuaritá, le Ijuí, le Piratiní, le Yeamacuá, le Ibicuí, le Yaguarí (en fait affluent de l'Ibicuí), l'Amandaú et le Toropí
- En territoire argentin : l'Aguapey, le Miriñay, le Mocoretá, le Gualeguaychú et l'arroyo Pepiri Mini.
- En territoire uruguayen : le rio Quaraí (qui forme en même temps la frontière avec le Brésil), l'Arapey Grande, le Daymán, le Queguay, le río Negro et le San Salvador, tous sont des affluents de sa rive gauche.

## Économie
Le fleuve est facilement navigable pour les grands bateaux jusqu'à Concepción del Uruguay, en Argentine et jusqu'à Paysandú sur la rive uruguayenne. Les bateaux plus petits et de moindre tirant d'eau peuvent naviguer jusqu'à Concordia en Argentine et Salto en Uruguay, à 320 km environ de son embouchure. En amont, la navigation est interrompue par des chutes d'eau.
L'utilisation principale qui est faite du fleuve est la production d'énergie hydroélectrique, au moyen d'un barrage binational, le barrage de Salto Grande, (propriété l'Uruguay et de l'Argentine) situé à l'endroit qui se nommait autrefois el Grande Salto.

## Les débits à Salto
Le débit du fleuve a été observé pendant 27 ans (1965-1991) à Salto, en amont du confluent du río Negro. 
À Salto, le module observé sur cette période était de 5 225 m3/s pour un bassin versant de 243 471 km2. Cette surface ne représente que 67 % du bassin versant total de 370 000 km2, et exclut notamment l'important débit du río Negro, son affluent principal. Pour avoir une idée assez exacte de son débit en fin de parcours (au niveau du río de la Plata), il faut ajouter au moins le débit de ce dernier (722 m3/s en moyenne) ce qui, après comptabilisation d'autres affluents de l'aval de Salto, implique un débit moyen largement supérieur à 6 000 m3/s.
La lame d'eau écoulée dans cette portion, de loin la plus importante du bassin versant du fleuve atteint le chiffre de 677 millimètres par an.
Le débit maximum, enregistré au niveau de la ville de Salto depuis 1898, a été établi au cours de l'année 1992 avec 37 714 m3/s. Le débit minimal enregistré depuis la même année est de 109 m3/s et il a été enregistré durant l'année 1945 (pendant le cycle de précipitations faibles allant de 1920 à 1970).

## Liens connexes
- Géographie du Brésil
- Géographie de l'Argentine
- Géographie de l'Uruguay
- Río de la Plata